# Beni Khedache
Beni Khedache ou Béni Khedache (arabe : بني خداش) est une ville du sud de la Tunisie située entre le Djebel Dahar et le Grand Erg oriental, à trente kilomètres à l'ouest de Médenine.
Rattachée administrativement au gouvernorat de Médenine, elle constitue une municipalité, comptant 2 930 habitants en 2014, et le chef-lieu d'une délégation.
Du fait du milieu aride qui caractérise le sud de la Tunisie ainsi que d'un relief montagneux, l'agriculture a dû s'adapter par des systèmes de captage des eaux comme celui des jessour qui consiste à créer par des diguettes placées dans le lit des oueds des mares de retenue de l'eau de ruissellement. Ce système hydraulique traditionnel est menacé d'extinction et fait l'objet d'efforts de réhabilitation.